# Eddy Maillet
Eddy Maillet (* 19. Oktober 1967 als Eddy Allen Maillet Guyto) ist ein ehemaliger Fußballschiedsrichter von den Seychellen. Ab 2001 war er FIFA-Schiedsrichter.
Er nahm als Unparteiischer bisher an drei Fußball-Afrikameisterschaften, der Fußball-Asienmeisterschaft 2007 sowie zwei U-17-Fußball-Weltmeisterschaften teil. Zudem wurde er für den Konföderationen-Pokal 2009 nominiert und gehört zu den Schiedsrichtern der Fußball-Weltmeisterschaft 2010.
Maillet lebt in Victoria (Mahé) und ist hauptberuflich Schiedsrichter-Koordinator des Fußballverbandes der Seychellen. Er spricht neben seiner Muttersprache Englisch auch Kreolisch und Französisch.

## Turniere
- U-17-Fußball-Weltmeisterschaft 2003 in Finnland (4 Einsätze)
  - Jemen – Kamerun 1:1
  - Südkorea – USA 1:6 (jeweils Vorrunde)
  - Kolumbien – Costa Rica 2:0 (Viertelfinale)
  - Kolumbien – Argentinien 5:6 n. E. (Spiel um den dritten Platz)
- Fußball-Afrikameisterschaft 2004 in Tunesien (2 Einsätze)
  - Marokko – Benin 4:0
  - Algerien – Simbabwe 1:2 (jeweils Vorrunde)
- Fußball-Afrikameisterschaft 2006 in Ägypten (3 Einsätze)
  - Tunesien – Sambia 4:1
  - Ägypten – Elfenbeinküste 3:1 (jeweils Vorrunde)
  - Nigeria – Tunesien 7:6 n. E. (Viertelfinale)
- Fußball-Asienmeisterschaft 2007 (2 Einsätze)
  - Australien – Oman 1:1
  - Oman – Irak 0:0
- U-17-Fußball-Weltmeisterschaft 2007 in Südkorea (3 Einsätze)
  - Peru – Costa Rica 1:0
  - Nordkorea – England 1:1
  - Haiti – Frankreich 1:1 (jeweils Vorrunde)
- Fußball-Afrikameisterschaft 2008 in Ghana (3 Einsätze)
  - Ghana – Guinea 2:1
  - Elfenbeinküste – Mali 3:0 (jeweils Vorrunde)
  - Elfenbeinküste – Ägypten 1:4 (Halbfinale)
- Konföderationen-Pokal 2009 (3 Einsätze als vierter Offizieller, wobei er kein Spiel leitete)
  - Spanien – Irak 1:0
  - Spanien – Südafrika 2:0
  - USA – Italien 1:3 (jeweils Vorrunde)
- Fußball-Weltmeisterschaft 2010 (2 Einsätze)
  - Honduras – Chile 0:1
  - Slowakei – Paraguay 0:2 (jeweils Vorrunde)[1]